# Willi Reschke
Willi Reschke (* 3. Februar 1922 in Mühlow bei Crossen an der Oder, Provinz Brandenburg; † 5. Juli 2017 in Erfurt-Stotternheim) war ein Jagdflieger der deutschen Luftwaffe. Er entwickelte sich in den letzten zehn Monaten des Zweiten Weltkrieges zu einem Experten in der Bekämpfung viermotoriger Bomber. Im Rahmen seines Einsatzes beim Jagdgeschwader (JG) 301 gehörte er zu den wenigen Piloten, die in der Endphase des Krieges die Focke-Wulf Ta 152 im Einsatz flogen und daher eine Einsatzbeurteilung dieses Flugzeugtyps abgeben konnten. Reschke überlebte den Krieg als Oberfeldwebel und schrieb die Geschichte der Jagdgeschwader 301 und 302 nieder.

## Ausbildung
Reschke meldete sich im Februar 1940 im Alter von 18 Jahren als Freiwilliger zur Luftwaffe, mit dem Ziel, Jagdflieger zu werden. Nach absolvierter Fliegertauglichkeitsprüfung in Leipzig-Paunsdorf erfolgte die Einberufung zum Fliegerausbildungs-Bataillon nach Königsberg in der Neumark, jedoch erst am 4. Februar 1941. Im späten Frühjahr 1942 wurde Reschke zum Flugzeugführeranwärter-Bataillon, das auf dem Schiff Monte Rosa im Hafen von Stettin untergebracht war, versetzt. Im August 1942 versetzte man ihn ins französische Morlaix zur infanteristischen Ausbildung und darauf folgend zur Segelflugschule Thorn in Westpreußen. Nach Beendigung der Segelflug-Ausbildung im Frühjahr 1943 folgte die Versetzung zur FFS A/B 51 nach Elbing. Nach Auflösung dieser Flugzeugführerschule im Februar 1943 kam er Anfang März 1943 zur FFS A/B 9 nach Grottkau in Schlesien. Bis zum 28. März 1943 erfolgte dort seine Ausbildung zum Flugzeugführer auf den Flugzeugtypen Bü 181, Fw 44, Bü 131 und Ju W 34.
Fortgesetzt wurde die Ausbildung ab dem 6. April 1943 auf einem Arbeitsplatz der FFS A/B 9 in Neisse - Stephansdorf Stephansdorf, wobei die Typen Kl 25, Ar 66, Fw 56,  Bü 131 und Ar 96 verwendet wurden. Die Ausbildung zum Flugzeugführer endete am 27. Juni 1943 mit der Verleihung des Flugzeugführerabzeichens. Daran anschließend kam Reschke zum Jagdgeschwader 102, wo er ab dem 25. August 1943 seine Ausbildung zum Jagdflieger begann. Stationiert war er dabei bis zum 16. September 1943 auf dem Magdeburg-Süd, danach bis zum 3. März 1944 in Zerbst. Hierbei kamen unter anderem die Flugzeugtypen He 51, Ar 96, Bf 108, Bf 109 D und Bf 109 E zum Einsatz.
Ab dem 21. März 1944 wurde die Ausbildung beim JG 110 in Altenburg fortgesetzt, wobei die Ar 96 und die Bf 109 Version G-6 verwendet wurden. Die Instrumentenflugausbildung endete am 15. April 1944. Anschließend wurde er zur Ergänzungsgruppe Ost nach Weidengut in Schlesien abkommandiert, dann kam er nach Stolp - Reitz zum JG 103, wo er bis zum 28. Mai 1944 verblieb. Nach einer dreitägigen Kommandierung zur Jagdgruppe West nach Gabbert in Westpommern vom 14. Juni bis 16. Juni 1944 erfolgte schließlich seine Weiterverlegung am 22. Juni 1944 zum Jagdgeschwader 302 in Götzendorf. Vom Zeitpunkt der Freiwilligen-Meldung bis zur Versetzung zu einer Kampfeinheit waren – aufgrund der langwierigen Ausbildung und der zwischenzeitlichen Verwendung als Fluglehrer – mehr als vier Jahre vergangen.

## Kampfeinsätze
Im Dienst des JG 302 flog Reschke vom 26. Juni 1944 an bis 29. August 1944 diverse Kampfeinsätze insbesondere im Luftraum von Ungarn, Österreich und Süddeutschland. Anfang September 1944 wurden die Reste des Jagdgeschwaders 302 – und somit auch Reschke – ins JG 301 eingegliedert. Nach ersten Umschulungen auf die Fw 190 flog Reschke seinen ersten Gefechtseinsatz beim JG 301 am 21. November 1944 von Stendal aus.
Bis zum Kriegsende absolvierte Reschke – in beiden Jagdgeschwadern – insgesamt etwa 48 Kampfeinsätze, wobei er Flugzeuge der Muster Bf 109, Fw 190 und Ta 152 flog.
Anfang Dezember 1944 wurde Oberfeldwebel Reschke als einziger Pilot seines Geschwaders zur „Erprobungsstelle der Luftwaffe“ Rechlin entsandt, um auf das neue Flugzeugmuster Ta 152 eingewiesen zu werden. Obwohl nach der absolvierten Einweisung die Übergabe eines Einsatzflugzeuges nahelag und erwartet wurde, erhielt er jedoch vorerst keines.
Mit Wirkung vom 24. Januar 1945 wurde die III. Gruppe des JG 301 aus dem Einsatz gezogen, und die Piloten übernahmen am gleichen Tag direkt vom Einflugplatz Neuhausen bei Cottbus zwölf neue Ta 152, die dann zum Einsatzflughafen Alteno geflogen wurden. Die Zahl der zur Verfügung stehenden Ta-152-Flugzeuge erhöhte sich in den Folgetagen auf 16 Stück (Versionen H-0 und H-1), noch zu wenig, um bereits die ganze Gruppe damit ausrüsten zu können. Erst am 8. April 1945 konnte Reschke gemeinsam mit einem anderen Piloten zwei weitere Ta 152 H-1 per Überführungsflug von Erfurt nach Stendal zuführen.
Zwischen dem 25. Februar 1945 und Kriegsende absolvierte Reschke mit der Ta 152 – zusätzlich zu Überführungs- und Verlegungsflügen – im Großraum Berlin mindestens vier Kampfeinsätze, wobei ihm die letzten drei seiner insgesamt 27 anerkannten Luftsiege gelangen. In einem Fall gelang es ihm, ein britisches Flugzeug trotz Ladehemmung zum Absturz zu bringen, da sein fliehender Gegner die Maschine überzog.

## Einsatz-Gesamtübersicht
Im Rahmen seiner Einsätze wurde Reschke achtmal abgeschossen, was zu vier Bruchlandungen und vier Fallschirmabsprüngen führte.
Er brachte es – im Rahmen seiner 48 Kampfeinsätze – auf folgendes Abschussergebnis:
- zehn Boeing B-17
- neun Consolidated B-24
- drei North American P-51
- zwei Jakowlew Jak-9
- eine Republic P-47
- eine Hawker Tempest

Ferner wurde ihm neben dem Abschuss der zehn B-17-Bomber zusätzlich ein sogenannter Herausschuss einer weiteren B-17 anerkannt. Einen der oben genannten neun Luftsiege über B-24-Bomber errang Reschke – nach Ausfall der Bordwaffen – durch Rammen: dies war sein dritter Luftsieg.

## Auszeichnungen
- Deutsches Kreuz in Gold am 13. März 1945
- Ritterkreuz des Eisernen Kreuzes am 20. April 1945[14][15]

## Sonstiges
Im Rahmen der Dokumentation „Die Fliegenden Festungen – Die Geschichte der B-17-Bomber“ von Discovery Geschichte wurde Willi Reschke interviewt.